# 黃哲
黃哲（?—1735年），字庸之，號雪蓬先生，廣東番禺人。
世代为荔湾著姓。性好山水，遍游粤东名胜。精通五經，嘗借《文選》，以手抄之，遂能作詩。與孫蕡、王佐、李德、趙介於南園結社，以振興風雅爲號召，世稱南園五先生。曾构築“听雪篷”，人称雪莲先生。朱元璋为吴王时，被李善长等人推薦，召授翰林侍制，侍太子读书。不久兼翰林典签。入明，出知东阿县，任內招抚流民。洪武四年（1731年）升東平通判，任內上疏陈时务數十事，太祖怒其狂妄，欲治罪，因有政績而釋之。洪武八年（1735年）仍以“在郡诖误”之罪處死。其子黃德與輯黃哲詩文十餘卷，號《雪蓬集》，已佚。